# 23 August
23 August est une commune de Roumanie, dans le județ de Constanța.

## Nom
Le village Dobrogéen de Dulceștii Mari, peuplé d'horticulteurs et de pêcheurs, fut appelé par les Ottomans Büyük-Tatlıcak, par le royaume de Roumanie Tatlâgeacu Mare puis Domnița Elena, et par la république socialiste de Roumanie 23 August en l'honneur de sa fête nationale commémorant la chute du régime fasciste et le passage de la Roumanie aux Alliés en 1944.

## Géographie
La commune se trouve sur les rives de la mer Noire et comporte le grand village de 23 August où se trouve la mairie (à quelques kilomètres du littoral), les hameaux de Dulceștii Mici (« le petit Dulcești ») et de Moșneni, et la grande ferme-pêcherie de Tatlageac qui fournissait jadis les cadres du Parti communiste roumain. Cette immense ferme, située autour du liman d'eau douce de Tatlâgeac, permettait aux pêcheurs d'en retirer la glace l'hiver pour conserver jusqu'en été, dans des glacières traditionnelles (couches de glace et de paille alternées) le poisson de la mer Noire (notamment l'esturgeon et son caviar) ainsi que les produits terrestres (beurre, viandes) destinés aux « camarades les plus méritants » et aux hôtes étrangers fréquentant les stations balnéaires voisines de Comorova (Olimp, Neptun, Jupiter et Aurora). Parmi ceux-ci, Nicolae Ceaușescu et Georges Marchais. Après la chute de la dictature, la ferme a été privatisée et modernisée (les glacières traditionnelles ont disparu) pour desservir désormais les restaurants de la côte, mais sans esturgeon ni caviar, disparus en raison de la surpêche.

## Démographie
Lors du recensement de 2011, 86,33 % de la population se déclarent roumains et 7,99 % comme tatars (4,83 % ne déclarent pas d'appartenance ethnique et 0,93 % déclarent appartenir à une autre ethnie).

## Politique
| Parti | Parti                                                          | Sièges |
| ----- | -------------------------------------------------------------- | ------ |
|       | Parti national libéral (PNL)                                   | 14     |
|       | Union démocrate des Tatars turco-musulmans de Roumanie (UDTTR) | 1      |